# プロモ・ラボ
株式会社プロモ・ラボ（英: Promolab Co., Ltd）は、東京都渋谷区に本社を置き、インターネット広告事業、SNSマーケティングをはじめとしたオンラインマーケティングに関するサービスを主な事業とする日本の企業。

## 概要
2006年2月、北海道札幌市にて創業。リスティング広告、ウェブサイト制作などの業務を基軸として事業を開始。
その後、海外向けインターネット広告、バナー広告、SNSマーケティングなどの事業を提供している。

## 沿革
- 2006年 
  - 2月 　株式会社プロモ・ラボ　設立
  - 7月　 英語リスティング広告サービスの提供を開始
- 2007年
  - 10月　中国語リスティング広告サービスの提供を開始
- 2008年
  - 1月　 オーバーチュア株式会社リスティング広告代理店となる。
  - 9月　 Buzzプロモーションに関するサービスの提供を開始
- 2009年 
  - 4月　 インタレストマッチサービスの提供開始
  - 9月　 各種ポータルサイトバナー広告サービスの取り扱い開始
  - 11月　新聞社バナー広告パッケージの提供開始
- 2010年 
  - 5月　 ツイッター効果測定ツールtwiioサービスの提供開始
- 2011年 
  - 4月　Yahoo!JAPANリスティング広告正規代理店となる
  - 11月　Yahoo!ロコ代理店となる
- 2012年
  - 1月　 Facebook広告サービスの提供を開始
- 2013年
  - 3月　 高校生対象の進学に関するウェブアンケート実施
- 2015年
  - 6月   高校生のための情報サイト スクスマ、サービス開始
- 2017年
  - 1月　本店を東京都渋谷区に移転
- 2017年
  - 10月　バイリンガルキャラクタースクスマ ライセンス事業開始